# باشماقچی
باشماکچی (به ترکی استانبولی: Başmakçı) یک منطقهٔ مسکونی در ترکیه است که در استان افیون قره‌حصار واقع شده‌است.